# Nova Prîluka
Nova Prîluka (în ucraineană Нова Прилука) este o comună în raionul Lîpoveț, regiunea Vinnița, Ucraina, formată numai din satul de reședință.

## Demografie
Componența lingvistică a satului Nova Prîluka
     Ucraineană (98,87%)
     Rusă (1,08%)
Conform recensământului din 2001, majoritatea populației satului Nova Prîluka era vorbitoare de ucraineană (98,87%), existând în minoritate și vorbitori de rusă (1,08%).

## Personalități
- Selman Abraham Waksman - biochimist și microbiolog, Premiul Nobel pentru Fiziologie sau Medicină.